# Ушоти
Ушо́ти (рос. Ушоты) — село у складі Хілоцького району Забайкальського краю, Росія. Входить до складу Закультинського сільського поселення.

## Населення
Населення — 173 особи (2010; 188 у 2002).
Національний склад (станом на 2002 рік):
- росіяни — 98 %